# Westpunt
Westpunt (que en neerlandés quiere decir Punta occidental) es el nombre del punto más occidental de la isla de Curazao, en las Antillas Menores, y es también el nombre de un pequeño pueblo cercano, el asentamiento más septentrional de la isla. El Punto más septentrional de la isla, Watamula se encuentra a sólo dos kilómetros hacia el noreste. Westpunt también es una playa en la isla de Curazao. Muy cerca están las playas de Forti, Playa Gipy, Grote Knip y Kleine Knip.